# Font de l'Aigua Feliç
La Font de l'Aigua Feliç  (en italià  Fontana dell'Acqua Felice ) també coneguda com a  Font del Moisès  és una font de Roma, anomenada així en honor del papa Sixt V (Felice Peretti): la intenció del papa era subministrar aigua als barris sorgits als turons del Viminal i del Quirinal i en particular al seu sumptuosa i vastíssima Vila Montalto, que s'estenia entre ambdós turons.
Amb aquest objectiu va ser restaurat l'aqüeducte Alessandrino, anomenat així en honor de l'emperador romà Alexandre Sever sota el regnat va ser construït a partir de 222, utilitzant l'aigua de les deus presents al  Prati Dell'osteria  i en la  Pantanella , no lluny de Palestrina.
El 28 de maig de 1585, en el mateix mes del seu pujada al tron de Sant Pere, Sixt V va adquirir a Marzio Colonna, per una suma de 25.000 escuts, els terrenys d'on sorgien aquestes aigües. Els treballs de canalització de les aigües va ser encarregat a Matteo Bortolani, de Città di Castello, " Expert architetto di quel tempo ed in Tali Affari versato ", els errors de càlcul sobre el pendent dels conductes de l'aqüeducte van impedir, però, el flux regular de l'aigua: aquesta, de fet, " si faceva retrograda al suo disegno, tornant indietro ".
Després d'haver gastat en va 100.000 escuts, el papa va encarregar llavors el projecte a l'arquitecte Giovanni Fontana, germà del més conegut Domenico Fontana. Fontana va escriure en la seva relació sobre els treballs que va ser:
| « | " forzato a Ricercar altre Acque per quelli Monti di Maggior Livello, facendo molto migliaia di tasti, sense tant che in nombre di 50 i più Luoghi rinvenni la desiderata quantitatiu d'acqua, altrimenti il Dette Pontefice aveva buttato tutta la spes " | » |

Treballs que van tenir un cost de gairebé 300.000 escuts.
L'agost de 1586 Llitera Peretti va portar al seu august germà una ampolla amb la primera aigua emanada dels conductes, la qual analitzada pels farmacèutics de Castel Sant 'Angelo, va ser qualificada (potser amb alguna petita contaminació) com la millor aigua potable de Roma. A l'octubre, el codi font del Vila Montalto, sobre el Viminale, rajaven aigua ia finals d'any l'aigua Felice arribava la més alta dels turons romans, el Quirinale, de manera que es van poder iniciar les obres per a la font de Montecavallo, entre les dues estàtues colossals dels germans Càstor i Pólux, i per a la font de Santa Susanna, en  Porta della Vigna dei Ponziani , a l'actual plaça de Sant Bernat.
Aquí va ser finalment inaugurada el 15 de juny de 1587 la mostra monumental projectada pel mateix Giovanni Fontana, amb tres arcs tancats escortats per quatre columnes jòniques, dos marbre cipollino i dues de bretxa grisa, amb quatre lleons a l'estil egipci als seus peus. Les columnes sostenen les arquitrau sobre les quals es posa àtic sobremuntat en què apareix l'escut papal subjecte per dos àngels i escortat per dos petits obeliscs. Per protegir la banyera de la font hi ha una balustrada provinent d'un edifici erigit sota el pontificat de Pius IV.
La inscripció que apareix sota el gran marc de l'àtic diu així:
| « | IOANNES FONTANA ARCHITECTVS EX PAGAMENT MILI AGRI NOVOCOMENSIS AQVAM FELICEM ADDVXIT | » |

mentre la inscripció sobre l'àtic diu:
| « | SISTVS V PONT. MAX. PICENVS/AQVAM EX AGRO COLVMNAE/VIA PRAENST. SINISTRORSVM/MVLTAR. COLLECTION VENARVM/DVCTV SINVOSO A RECEPTACVLO/MIL. XX A CAPITÀ XXI ADDVXIT/FELICEMQ. DE NÒMINES DAVANT PONT. DIXIT | » |

Gran part del travertí prové de les properes Termes de Dioclecià, els lleons originals, dues de pòrfir i dos de marbre clar, provenien del Panteó d'Agripa on van ser trobats, juntament amb altres ornamentacions, en les excavacions realitzades durant el pontificat d'Eugeni IV (1431-1439), i de l'ingrés central de la basílica de Sant Joan del Laterà, on sostenien les columnes situades al costat de la porta. Transferits als Museus Vaticans sota el pontificat de Gregori XVI (1831-1846), per protegir-los de possibles danys, van ser substituïts per còpies de l'escultor Adamo Tadolini.
En els dos nínxols laterals es poden observar dos altrelleus, a l'esquerra  Aaron guiant al poble hebreu a l'aigua emanda del desert , obra de Giovan Battista della Porta i a la dreta Gedeó tria els soldats observant la seva manera de beure de Flaminio Vacca i Pietro Paolo Olivieri, autors també del fris amb l'escut papal de Sixt V.
Al nínxol central es troba representat Moisès que assenyala les aigües miraculosament sorgides de la roca, obra de Leonardo Sormani, amb la col·laboració de Prospero Antichi, conegut com il Bresciano, al qual va ser atribuïda durant anys la totalitat de l'obra, amb la falsa llegenda que a causa de la vergonya experimentada per la lletjor de l'estàtua, s'hauria suïcidat. A més de l'anacronisme de la presència de les Taules de la Llei, que Moisès no havia encara rebut en l'època del miracle de les aigües, l'estàtua, es presenta corpulenta i emfàtica tant com per ser batejada pels romans com el "Moisès ridícul" i ser objecte de comentaris com ara:
| « | Guarda amb Occhio ferest/l'acqua che sgorga ai peu/pensant inorridito/a danno che a lui fe '/un scultor stordito | » |

i també:
| « | È buona l'acqua fresca i la fontana è bella/Amb Miquel va mostrar di sopra però non è più quella/O tu, Sisto, che tant tieni alla tua Parola/Il nuovo Michelangelo impicca per la gola | » |

Va ser la primera de les mostres d'aigua romans, però la seva imponent no salva la desharmonia entre el frotispicio i el cornamenta, la mesquinesa dels dos petits obeliscs i, naturalment, la infeliç assoliment de l'estàtua de Moisès, que hauria de ser la principal referència artística de l'obra.